# Chris Parry
Chris Parry es un músico y productor discográfico mayormente conocido por haber sido el mánager musical de la banda de rock alternativo The Cure y haber fundado en 1978 el sello discográfico Fiction Records. Su sello fue filial desde su creación hasta su venta a Polydor Records. En 2001, Fiction Records fue adquirida por Universal Music tras la venta de Polydor.

## Biografía

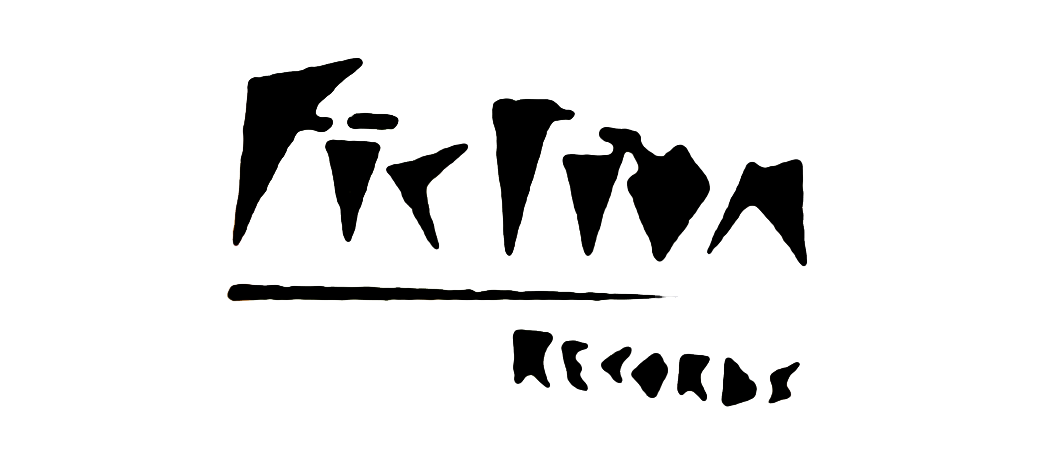
Antiguo logo de Fiction Records —alrededor de 1980—.

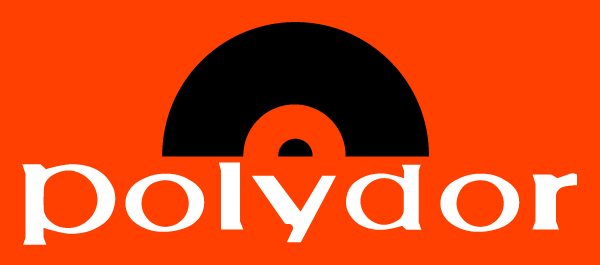
Logo del sello Polydor Records con el que estuvo trabajando Chris Parry hasta 2001.

Parry comenzó en el mundo de la industria musical como batería de la banda neozelandesa, The Fourmyula, formada en Upper Hutt (Nueva Zelanda) a mediados de los sesenta. Ingresó en 1964 en sustitución del baterista Jim McEwan. La formación se disolvió en 1971.
Estudió durante dos años marketing antes de obtener un trabajo en el departamento internacional de Phonogram Records.
Durante 1976, en Inglaterra, Parry entró a trabajar como mánager para del sello A&R, propiedad de Polydor Records y fichó a The Jam y a Siouxsie and the Banshees para dicho sello.
En 1978 fundó su propio sello discográfico, Fiction Records, filial de Polydor y descubre a la banda de post-punk The Cure, que ficha inmediatamente por su marca. Los primeros tres lanzamientos de Fiction se lanzaron entre 1979 y 1980 y fueron Michael & Miranda de The Passions, Beat That! de The Purple Hearts y Three Imaginary Boys de The Cure.
En 1992, Parry fundó la emisora de radio Xfm con una programación eminentemente basada en la ola del rock alternativo.

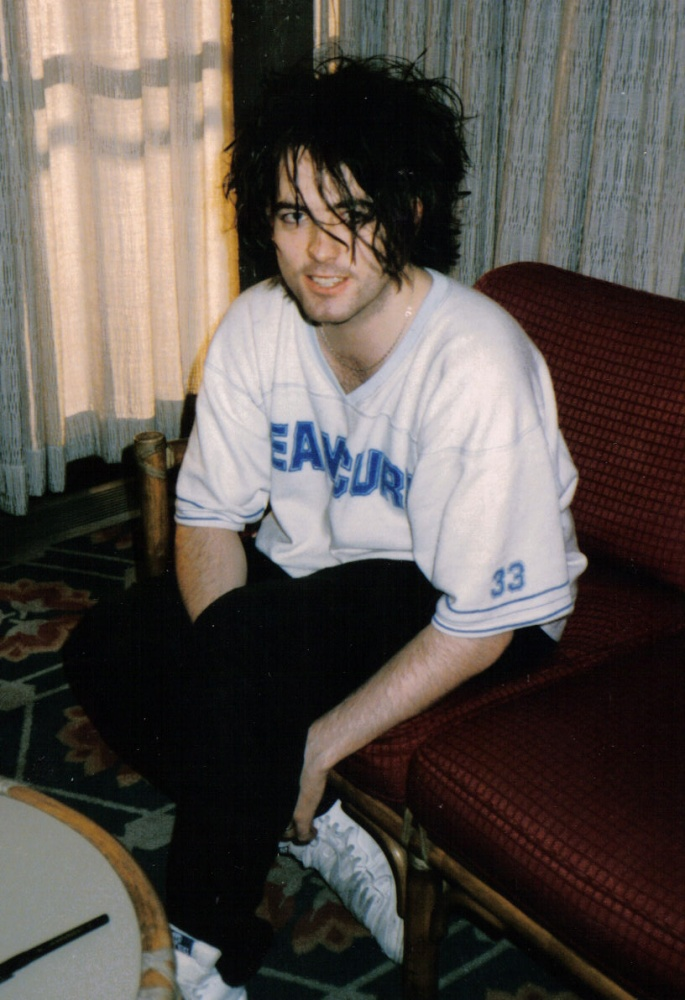
El líder de The Cure agradeció durante la ceremonia de 2019 del Salón de la Fama del Rock and Roll la labor de Chris Parry en su trabajo como antiguo mánager del grupo. En la imagen Robert Smith en 1985.

Fiction publicó toda la discografía de The Cure hasta 2001, año en que Polydor fue absorbida por Universal Music.
A partir de 2001, Parry deja de tener el control creativo de Fiction en pos de Jim Chancellor, mano derecha de Richard Branson del sello Caroline Records, subsidiario de Virgin Records, cuyo catálogo fue adquirido por Universal Music en 1992.
En 2010, Parry se reunió de nuevo con los miembros de The Fourmyula para volver tras las baquetas durante sus conciertos en Nueva Zelanda

## Legado
En marzo de 2019, The Cure ingresó en el Salón de la Fama del Rock and Roll; el líder de la banda, Robert Smith, quiso agradecer públicamente la labor de Chris Parry en su discurso de aceptación:

Si empiezo a nombrar personas, seguiremos y seguiremos ... Pero hay una persona... Cuando comenzamos, éramos un trío adolescente en 1978 y en uno de nuestros primeros shows, apareció este pequeño tipo, y no estábamos muy seguros de quién era. Y vio algo en nosotros que la mayoría de la gente no sabía. Ese es Chris Parry. Así que muchas gracias.
Robert Smith.

## Discografía
| - The Fourmyula (1968) - Green 'B' Holiday (1968) - Creation (1969) - Live With Special Guest Star Shane (1970) - Turn Your Back On The Wind (2010) | - Three Imaginary Boys (1979) - Seventeen Seconds (1980) - Japanese Whispers (1983) - The Top (1984) - Greatest Hits (2001) - Join the Dots (2004) |

Fuente: Discogs.com